# Мухитдинова, Халима
Халима Мухитдинова — советский хозяйственный, государственный и политический деятель.

## Биография
Родилась в 1916 году. Член КПСС.
С 1933 года — на хозяйственной, общественной и политической работе. В 1933—1984 гг. — секретарь колхоза имени Нариманова, в прокуратуре Намангана и Ферганы, помощник прокурора, начальник отдела Наманганской областной прокуратуры, заместитель секретаря Наманганского обкома партии, начальник Управления по быту семей военнослужащих при Совмине УзССР, заведующая женотделом Ташкентского горкома и обкома партии, заместитель министра юстиции Узбекской ССР, секретарь ЦК КП Узбекистана по работе с женщинами, заместитель заведующего отделом агитации и пропаганды ЦК КП Узбекистана, заместитель Председателя, Председатель Верховного Суда Узбекской ССР.
Избирался депутатом Верховного Совета Узбекской ССР 4-го, 9-го и 10-го созывов.
Делегат XIX съезда КПСС.
Умерла после 1984 года.